# Peter Hille

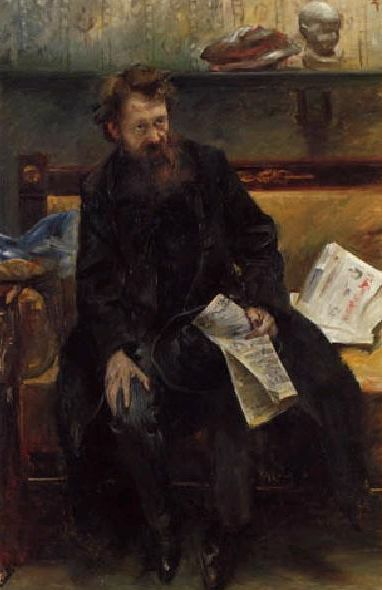
Lovis Corinth: Peter Hille in 1902

Peter Hille (Erwitzen bij Nieheim, 11 september 1854 - Berlijn-Zehlendorf, 7 mei 1904) was een Duits naturalistisch schrijver.
Hille groeide op in Westfalen. Hij bezocht in Holzhausen de lagere school. Achtereenvolgens stroomde hij door naar het "Marianum" in Warburg en het gymnasium "Paulinum" in Münster. Hier was hij lid van een scholierengroep, waarin een reeks "verboden" auteurs werd gelezen: Marx, Bebel, Darwin, Proudhon, Karl Gutzkow, Ludwig Büchner, Hamann en Du Bois-Reymond. Hille gaf nu de aanzet tot het scholierenblad Satrebil (afgeleid van Libertas) dat weldra door de schoolleiding werd verboden. Uit deze periode, de jaren 1870, stamt de jarenlange vriendschap van Hille met de gebroeders Heinrich en Julius Hart. Door zijn literaire belangstelling verwaarloosde Hille zijn verplichtingen op school, totdat hij in 1874 van school werd gewezen.
In 1874 begon Peter Hille als klerk bij de officier van Justitie in Höxter bij Nieheim, maar hij was volgens de officier geen succesnummer. Hille besloot daarop naar Leipzig te gaan, werkte er als corrector in een drukkerij en volgde college literatuur, filosofie en kunstgeschiedenis. In 1878 keerde Hille terug naar de oude woonplaats van zijn ouders, Holzhausen. Hij hield het er niet lang uit. In de winter van 1878/1879 verbleef Hille in Bremen bij de gebroeders Hart; hij kon er meewerken aan de "Deutsche Monatsblätter", die door Heinrich en Julius Hart werden uitgegeven. In Bremen was hij eveneens werkzaam bij de sociaaldemocratische krant "Bremer Tageblatt".
Door het overlijden van zijn moeder in 1879 beschikte Hille over een erfenis. Onmiddellijk vertrok hij voor een lange tijd op reis. Hij belandde in Londen, waar hij - onder andere in de sloppenwijken van Whitechapel - kennis maakte met socialisten en anarchisten. Twee jaar zou hij er blijven. In ongeveer 1882 brak Hille op voor een verblijf in Nederland. Hier leerde hij een rondreizend theater kennen, waar Hille zijn laatste geld in zou stoppen. Nadat de erfenis op was, keerde Hille terug naar Duitsland. Hij vond er wederom aansluiting bij de broers Hart en raakte betrokken bij de Friedrichshagener Kreis.
Detlev von Liliencron en Erich Mühsam behoorden tot zijn vriendenkring.

## Werk
- Die Sozialisten, Leipzig Friedrich, 1886
- Des Platonikers Sohn. Erziehungstragödie in fünf Vorgängen, Berlijn Conrad, 1896
- Semiramis, Berlin Messer, 1902
- Das Mysterium Jesu, 1910